# Arcesilau II el cruel
Arcesilau II (en llatí Arccesilausesilaus, en grec antic Ἀρκεσίλαος "Arkesílaos") fou rei batiada de Cirene, fill i successor de Batos II Eudamó. Portava el malnom de Χαλεπός, "el cruel" o "l'opressor" segurament perquè va voler substituir la constitució de Cirene, similar a la d'Esparta, per una tirania.
Potser va ser per aquest motiu que va provocar enfrontaments amb els seus germans que van marxar de Cirene i van anar a fundar la ciutat de Barca al mateix temps que incitaven a les tribus líbies a la revolta contra Arcesilau. El rei va tractar de reprimir la rebel·lió dels libis però va ser derrotat a Leucon (Leucoe) a la Marmàrica.
Finalment va acabar els seus dies assassinat pel seu germà o amic Learcos. La seva vídua Erixo, va aconseguir venjar la mort del seu marit i assassinar Learcos.
Va governar uns deu anys. Segons alguns (Heròdot, Diodor de Sicília) del 560 aC al 550 aC, i segons d'altres (Plutarc) del 554 aC al 544 aC. El va succeir el seu fill Batos III.